# Ed Sheerans diskografi
Den engelsk singer-songwriter Ed Sheeran har udgivet 5 studiealbums, 19 EP'er, ét videoalbum, 65 singler, 16 singler som featured kunstner, seks promotional singler, et bokssæt og 71 musikvideoer
Oprindeligt var han en indieartist, der solgte musik via sit eget pladeselskab i 2005, hvor han udgav ni EP'er og gradvist opbyggede en fanskare og gode anmeldelser. Det resulterede i, at han kunne underskrive en kontrakt med Atlantic Records i januar 2011. Fem måneder senere udgav han sin første single, "The A Team", den 12. juni 2011. Den debuterede som nummer 3 på UK Singles Chart og solgte 57.607 eksemplarer den første uge. Nummeret fik også international succes, hvor den nåede top 10 i adskillige lande, inklusive Australien og New Zealand, hvor den toppede som henholdsvis nummer 2 og 3. I august 2011 udgav han sin anden single, "You Need Me, I Don't Need You", som toppede som nummer 4 i Storbritannien. Sheeran udgav sit første studiealbum, +, den 9. september 2011. Det debuterede som nummer 1 på UK Albums Chart og solgte 100.000 eksemplarer i den første uge. Det endte med at sælge 7× Platin for British Phonographic Industry med et salg på over 2,1 millioner eksemplarer. Der blev udgivet yderligere tre singler fra albummet, inklusive "Lego House", der nåede top 5 i Australien, New Zealand og Storbritannien. "Drunk" udkom i februar 2012, og blev Sheerans fjere single i træk, der nåede i top 10, idet den toppede som nummer 9. "Small Bump" blev udgivet i maj 2012 og toppede som nummer 25. Den sidste single fra +, "Give Me Love", blev udgivet 21. november 2012 og toppede som nummer 18 i Storbritannien.
I 2014 udgav Sheeran sit andet studiealbum, × (Multiply), som toppede som nummer 1 i Storbritannien, Australien, New Zealand, Canada, Tyskland, Finland, Danmark, Norge og Schweiz. Det var det hurtigst sælgende album i Storbritannien i 2014 med 180.000 eksemplarer i den første uge efter udgivelsen. Der blev udgivet fem singler fra albummet: "Sing", "Don't", "Thinking Out Loud", "Bloodstream" (et samarbejde med Rudimental), og "Photograph". × blev også det bedst sælgende album i Storbritannien dette år med næsten 1,8 millioner solgte eksemplarer.
Sheeran udgav to singler, "Shape of You", "Castle on the Hill", fra sit første soloalbum i to år, den 3. januar 2017. Det tredje studiealbum, ÷, fulgte efter den 3. marts 2017, hvor det debuterede som nummer 1 i 14 lande. Der blev solgt 672.000 eksemplarer den første uge, hvilket gjorde det til det bedst sælgende album af en mandlig kunstner i landet, og det tredje bedst sælgende album i den første uge efter udgivelsen (efter Adeles 25 og Oasis' Be Here Now). Det toppede også hitlisterne i USA; Canada og Australien. Alle numre fra albummet nåede top 20 på UK Singles Chart i ugen efter albummet udgivelse som følge af meget stor streaming. Sheeran overgik også Calvin Harris' rekord med antallet af top 10-hits fra ét album. Den tredje single, "Galway Girl", toppede som nummer 2 i Storbritannien.
I juli 2015 var Sheerans sange blevet downloadet 16,9 millioner gange i USA.

## Albums

### Studiealbums
| Titel                                      | Albumdetaljer | Højeste hitlisteplacering | Højeste hitlisteplacering | Højeste hitlisteplacering | Højeste hitlisteplacering | Højeste hitlisteplacering | Højeste hitlisteplacering | Højeste hitlisteplacering | Højeste hitlisteplacering | Højeste hitlisteplacering | Højeste hitlisteplacering | Salgstal                                                        | Certificering |
| Titel                                      | Albumdetaljer | UK                        | AUS                       | CAN                       | DEN                       | FRA                       | GER                       | IRE                       | NZ                        | SWE                       | US                        | Salgstal                                                        | Certificering |
| ------------------------------------------ | --- | ------------------------- | ------------------------- | ------------------------- | ------------------------- | ------------------------- | ------------------------- | ------------------------- | ------------------------- | ------------------------- | ------------------------- | --------------------------------------------------------------- | --- |
| +                                          | - Udgivet: 9 September 2011 - Pladeselskab: Atlantic - Format: CD, download, vinyl                                                | 1                         | 1                         | 5                         | 13                        | 44                        | 12                        | 1                         | 1                         | 19                        | 5                         | - WW: 4.000.000 - UK: 2,153,796 - US: 1,210.000                 | - BPI: 7× Platin - ARIA: 6× Platin - BVMI: Platin - GLF: Platin - IFPI DEN: Platin - IRMA: 6× Platin - MC: 2× Platin - RIAA: 2× Platin - RMNZ: 5× Platin - SNEP: Guld |
| ×                                          | - Udgivet: 23 June 2014 - Pladeselskab: Atlantic - Format: CD, download, vinyl                                                    | 1                         | 1                         | 1                         | 1                         | 5                         | 1                         | 1                         | 1                         | 1                         | 1                         | - WW: 14.000.000 - UK: 3,009,639 - CAN: 240.000 - US: 2,170.000 | - BPI: 10× Platin - ARIA: Diamond - BVMI: 3× Platin - GLF: Platin - IFPI DEN: 5× Platin - MC: 4× Platin - RIAA: 4× Platin - RMNZ: 9× Platin - SNEP: 2× Platin         |
| ÷                                          | - Udgivet: 3. marts 2017 - Pladeselskab: Atlantic - Format: CD, download, vinyl                                                   | 1                         | 1                         | 1                         | 1                         | 1                         | 1                         | 1                         | 1                         | 1                         | 1                         | - UK: 1.180.000 - US: 535.000                                   | - BPI: 6× Platin - ARIA: 3× Platin - BVMI: Platin - IFPI DEN: 2× Platin - MC: Platin - RIAA: Platin - RMNZ: 2× Platin - SNEP: Guld                                    |
| No.6 Collaborations Project                | - Udgivet: 12. juli 2019 - Pladeselskab: Atlantic, Asylum - Format: CD, digital download, vinyl                                   | 1                         | 1                         | 1                         | 2                         | 2                         | 2                         | 1                         | 1                         | 1                         | 1                         | - UK: 300,000 - FRA: 27,600 • - US: 251,000                     | - BPI: Platin - ARIA: Guld - IFPI DEN: Platin - MC: Platin - RIAA: Guld - RMNZ: Platin - SNEP: Guld                                                                   |
| =                                          | - Udgivet: 29 October 2021 - Pladeselskab: Atlantic, Asylum - Format: CD, cassette, digital download, vinyl, streaming            | 1                         | 1                         | 1                         | 1                         | 1                         | 1                         | 1                         | 1                         | 1                         | 1                         | - UK: 908,029 - US: 230,000                                     | - BPI: 3× Platinum - ARIA: Platinum - BVMI: Gold - IFPI DEN: 2x Platinum - MC: 3x Platinum - RMNZ: 3× Platinum - SNEP: 3× Platinum                                    |
| −                                          | - Udgivet: 5 May 2023 - Pladeselskab: Atlantic, Asylum - Format: CD, cassette, digital download, vinyl, streaming                 | 1                         | 1                         | 2                         | 2                         | 1                         | 1                         | 1                         | 1                         | 1                         | 2                         | - US: 110,000                                                   | - BPI: Gold |
| Autumn Variations                          | - Planlagt: 29. september 2023 - Pladeselskab: Gingerbread Man Records - Format: CD, cassette, digital download, vinyl, streaming | To be released            | To be released            | To be released            | To be released            | To be released            | To be released            | To be released            | To be released            | To be released            | To be released            | To be released                                                  | To be released |
| "—" Nåede ikke hitlisterne i dette område. | |                           |                           |                           |                           |                           |                           |                           |                           |                           |                           |                                                                 | |

### Videoalbums
| Jumpers for Goalposts: Live at Wembley Stadium[A] | - Udgivet: 13. november 2015 - Pladeselskab: Atlantic - Format: Blu-ray | 4 | 6 | 16 | 90 | 9 |

Noter
- A↑ The table includes positions on the music video charts, except for Germany where Jumpers entered the albums chart.

### Bokssæt
| Titel | Udgivelsesdetaljer                                                                       | Højeste placering | Højeste placering |
| Titel | Udgivelsesdetaljer                                                                       | AUS               | US                |
| ----- | ---------------------------------------------------------------------------------------- | ----------------- | ----------------- |
| 5     | - Udgivet: 12. maj 2015 - Pladeselskab: Atlantic, Gingerbread Man - Format: CD, download | 17                | 30                |

## EP’er
| The Orange Room                           | - Udgivet: 1. januar 2005 - Pladeselskab: Ed Sheeran - Format: Download, CD   | —   | —  | —  |               |
| Ed Sheeran                                | - Udgivet: 22. marts 2006 - Pladeselskab: Ed Sheeran - Format: Download, CD   | —   | —  | —  |               |
| Want Some?                                | - Udgivet: 29. juni 2007 - Pladeselskab: Ed Sheeran - Format: Download, CD    | —   | —  | —  |               |
| You Need Me                               | - Udgivet: 2. november 2009 - Pladeselskab: Ed Sheeran - Format: Download, CD | 142 | —  | —  |               |
| Loose Change                              | - Udgivet: 7. februar 2010 - Pladeselskab: Ed Sheeran - Format: Download, CD  | 90  | 83 | 39 | - BPI: Silver |
| Songs I Wrote with Amy                    | - Udgivet: 4. april 2010 - Pladeselskab: Ed Sheeran - Format: Download, CD    | 199 | —  | —  |               |
| Live at the Bedford                       | - Udgivet: 2010 - Pladeselskab: Ed Sheeran - Format: Download, CD, CD+DVD     | —   | —  | —  |               |
| No. 5 Collaborations Project              | - Udgivet: 10 January 2011 - Pladeselskab: Ed Sheeran - Format: Download, CD  | 46  | —  | —  |               |
| One Take EP                               | - Udgivet: 7 April 2011 - Pladeselskab: Atlantic - Format: Download           | —   | —  | —  |               |
| iTunes Festival: London 2011              | - Udgivet: 11 July 2011 - Pladeselskab: Atlantic - Format: Download           | 177 | —  | —  |               |
| Thank You                                 | - Udgivet: 18 September 2011 - Pladeselskab: Atlantic - Format: Download      | —   | —  | —  |               |
| The Slumdon Bridge (with Yelawolf)        | - Udgivet: 14 February 2012 - Pladeselskab: Atlantic - Format: Download       | —   | —  | —  |               |
| iTunes Festival: London 2012              | - Udgivet: 15 September 2012 - Pladeselskab: Atlantic - Format: Download      | 191 | —  | —  |               |
| "—" Nåede ikke hitlisterne i dette område |                                                                               |     |    |    |               |

## Singler

### Som primær kunstner
| "The A Team"                              | 2011 | 3  | 2  | 29 | —  | 43 | 9  | 3  | 3  | 27 | 16 | - BPI: 2× Platin - ARIA: 6× Platin - BVMI: Guld - GLF: 2× Platin - IFPI DEN: Platin - MC: 2× Platin - RIAA: 3× Platin - RMNZ: Platin                   | +                                   |
| "You Need Me, I Don't Need You"           | 2011 | 4  | 74 | —  | —  | —  | —  | 19 | —  | —  | —  | - BPI: Guld | +                                   |
| "Lego House"                              | 2011 | 5  | 4  | 54 | —  | —  | 51 | 5  | 5  | —  | 42 | - BPI: Platin - ARIA: 6× Platin - IFPI DEN: Platin - MC: Guld - RIAA: Platin - RMNZ: Platin                                                            | +                                   |
| "Drunk"                                   | 2012 | 9  | 9  | —  | —  | —  | —  | 7  | 23 | —  | —  | - BPI: Platin - ARIA: 2× Platin - IFPI DEN: Guld - RIAA: Guld - RMNZ: Guld                                                                             | +                                   |
| "Small Bump"                              | 2012 | 25 | 14 | —  | —  | —  | —  | 17 | 11 | —  | —  | - BPI: Silver - ARIA: Platin - IFPI DEN: Guld - RMNZ: Guld                                                                                             | +                                   |
| "Give Me Love"                            | 2012 | 18 | 9  | 94 | —  | —  | 71 | 10 | 12 | —  | —  | - BPI: Guld - ARIA: 4× Platin - IFPI DEN: Guld - MC: Guld - RIAA: Platin - RMNZ: Platin                                                                | +                                   |
| "I See Fire"                              | 2013 | 13 | 10 | 21 | 3  | 72 | 2  | 8  | 1  | 1  | —  | - BPI: Platin - ARIA: 2× Platin - GLF: 4× Platin - IFPI DEN: 4× Platin - RMNZ: 4× Platin                                                               | The Hobbit: The Desolation of Smaug |
| "Sing"                                    | 2014 | 1  | 1  | 4  | 15 | 5  | 7  | 1  | 1  | 22 | 13 | - BPI: 2× Platin - ARIA: 3× Platin - GLF: Platin - BVMI: Guld - IFPI DEN: Platin - MC: 2× Platin - RIAA: 2× Platin - RMNZ: Platin                      | ×                                   |
| "Don't"                                   | 2014 | 8  | 4  | 7  | 8  | 41 | 17 | 11 | 6  | 22 | 9  | - BPI: Platin - ARIA: 2× Platin - BVMI: Guld - GLF: Platin - IFPI DEN: Platin - MC: 3× Platin - RIAA: 2× Platin - RMNZ: Platin                         | ×                                   |
| "Thinking Out Loud"                       | 2014 | 1  | 1  | 2  | 1  | 4  | 6  | 1  | 1  | 2  | 2  | - BPI: 4× Platin - ARIA: 9× Platin - BVMI: Platin - GLF: Platin - IFPI DEN: 4× Platin - MC: 9× Platin - RIAA: 7× Platin - RMNZ: 6× Platin - SNEP: Guld | ×                                   |
| "Bloodstream" (with Rudimental)           | 2015 | 2  | 7  | —  | —  | —  | —  | 13 | 2  | —  | —  | - BPI: Platin - ARIA: 2× Platin - IFPI DEN: Guld - RMNZ: Platin                                                                                        | ×                                   |
| "Photograph"                              | 2015 | 15 | 9  | 4  | 8  | 9  | 4  | 3  | 8  | 20 | 10 | - BPI: 2× Platin - ARIA: 3× Platin - BVMI: 3× Guld - GLF: Platin - IFPI DEN: 2× Platin - MC: 5× Platin - RIAA: 2× Platin - RMNZ: 2× Platin             | ×                                   |
| "Castle on the Hill"                      | 2017 | 2  | 2  | 2  | 2  | 3  | 2  | 2  | 2  | 2  | 6  | - BPI: 2× Platin - ARIA: 4× Platin - BVMI: Guld - IFPI DEN: Platin - MC: 2× Platin - RIAA: Platin - RMNZ: Platin - SNEP: Guld                          | ÷                                   |
| "Shape of You"                            | 2017 | 1  | 1  | 1  | 1  | 1  | 1  | 1  | 1  | 1  | 1  | - BPI: 3× Platin - ARIA: 6× Platin - BVMI: Diamond - IFPI DEN: 2× Platin - MC: 8× Platin - RIAA: 4× Platin - RMNZ: 3× Platin - SNEP: Diamond           | ÷                                   |
| "Galway Girl"                             | 2017 | 2  | 2  | 16 | 2  | 35 | 5  | 1  | 3  | 3  | 53 | - BPI: Platin - ARIA: 2× Platin - BVMI: Guld - IFPI DEN: Guld - MC: Platin - RMNZ: Platin                                                              | ÷                                   |
| "—" Nåede ikke hitlisterne i dette område |      |    |    |    |    |    |    |    |    |    |    | |                                     |

### Som gæstemusiker
| Titel | Year | Højeste hitlisteplacering | Højeste hitlisteplacering | Højeste hitlisteplacering | Højeste hitlisteplacering | Højeste hitlisteplacering | Højeste hitlisteplacering | Højeste hitlisteplacering | Højeste hitlisteplacering | Højeste hitlisteplacering | Højeste hitlisteplacering | Certificering                                                                                             | Album                       |
| Titel | Year | UK                        | AUS                       | CAN                       | DEN                       | FRA                       | GER                       | IRE                       | NZ                        | SWE                       | US                        | Certificering                                                                                             | Album                       |
| --- | ---- | ------------------------- | ------------------------- | ------------------------- | ------------------------- | ------------------------- | ------------------------- | ------------------------- | ------------------------- | ------------------------- | ------------------------- | --- | --------------------------- |
| "If I Could" (Wiley featuring Ed Sheeran)                                                                                    | 2011 | —                         | —                         | —                         | —                         | —                         | —                         | —                         | —                         | —                         | —                         | | Chill Out Zone              |
| "Young Guns" (Lewi White featuring Ed Sheeran, Yasmin, Griminal and Devlin)                                                  | 2011 | 86                        | —                         | —                         | —                         | —                         | —                         | —                         | —                         | —                         | —                         | | Non-album single            |
| "Teardrop" (as part of The Collective)                                                                                       | 2011 | 24                        | —                         | —                         | —                         | —                         | —                         | —                         | —                         | —                         | —                         | | We Are the Collective       |
| "Hush Little Baby" (Wretch 32 featuring Ed Sheeran)                                                                          | 2012 | 35                        | —                         | —                         | —                         | —                         | —                         | 72                        | —                         | —                         | —                         | | Black and White             |
| "Dreamers" (Rizzle Kicks featuring Pharoahe Monch, Hines, Professor Green, Ed Sheeran, Dappy, Foreign Beggars and Chali 2na) | 2012 | 105                       | —                         | —                         | —                         | —                         | —                         | —                         | —                         | —                         | —                         | | Stereo Typical              |
| "Watchtower" (Devlin featuring Ed Sheeran)                                                                                   | 2012 | 7                         | —                         | —                         | —                         | 175                       | —                         | 73                        | —                         | —                         | —                         | | A Moving Picture            |
| "Wish You Were Here" (Richard Jones, Nick Mason, Mike Rutherford, David Arnold and Ed Sheeran)                               | 2012 | 34                        | —                         | —                         | —                         | —                         | —                         | 59                        | —                         | —                         | —                         | | A Symphony of British Music |
| "Everything Has Changed" (Taylor Swift featuring Ed Sheeran)                                                                 | 2012 | 7                         | 28                        | 28                        | —                         | —                         | —                         | 5                         | 22                        | —                         | 32                        | - BPI: Guld - ARIA: Platin - RIAA: Platin - RMNZ: Guld                                                    | Red                         |
| "Old School Love" (Lupe Fiasco featuring Ed Sheeran)                                                                         | 2013 | —                         | 23                        | 100                       | —                         | —                         | —                         | —                         | 17                        | —                         | 93                        | - ARIA: Guld                                                                                              | Non-album single            |
| "All About It" (Hoodie Allen featuring Ed Sheeran)                                                                           | 2014 | —                         | —                         | —                         | —                         | —                         | 9                         | —                         | 30                        | —                         | 71                        | | People Keep Talking         |
| "Lay It All on Me" (Rudimental featuring Ed Sheeran)                                                                         | 2015 | 12                        | 7                         | 29                        | 26                        | —                         | 31                        | 5                         | 5                         | 17                        | 48                        | - BPI: Platin - ARIA: 2× Platin - BVMI: Guld - IFPI DEN: Platin - MC: Guld - RIAA: Guld - RMNZ: 2× Platin | We the Generation           |
| "Reuf" (Nekfeu featuring Ed Sheeran)                                                                                         | 2015 | —                         | —                         | —                         | —                         | 72                        | —                         | —                         | —                         | —                         | —                         | | Feu                         |
| "—" Nåede ikke hitlisterne i dette område.                                                                                   |      |                           |                           |                           |                           |                           |                           |                           |                           |                           |                           | |                             |

### Promotional singler
| "One"                                                                       | 2014 | 18 | 72 | 32 | —  | 121 | 79 | 54 | —  | —  | 87 | - BPI: Guld                             | ×                          |
| "Afire Love"                                                                | 2014 | 59 | —  | 41 | 5  | 37  | —  | 82 | —  | —  | 37 | - BPI: Silver                           | ×                          |
| "The Man"                                                                   | 2014 | 82 | —  | —  | 9  | 49  | —  | 80 | —  | —  | —  |                                         | ×                          |
| "Make It Rain"                                                              | 2014 | 38 | 26 | 27 | —  | 103 | —  | 58 | 23 | —  | 34 |                                         | Sons of Anarchy            |
| "Growing Up (Sloane's-sang)" (Macklemore & Ryan Lewis featuring Ed Sheeran) | 2015 | —  | —  | —  | —  | —   | —  | —  | —  | —  | —  |                                         | This Unruly Mess I've Made |
| "How Would You Feel (Paean)"                                                | 2017 | 2  | 2  | 19 | 18 | 84  | 27 | 5  | 6  | 30 | 41 | - BPI: Silver - ARIA: Guld - RMNZ: Guld | ÷                          |
| "—" Nåede ikke hitlisterne i dette område.                                  |      |    |    |    |    |     |    |    |    |    |    |                                         |                            |

## Andre sange på hitlisterne
| "Little Bird"                                                 | 2011 | 186 | —   | —  | —  | —   | —  | —  | —  | —  | —  |                                                  | Loose Change                                                |
| "Cold Coffee"                                                 | 2011 | 191 | —   | —  | —  | —   | —  | —  | —  | —  | —  |                                                  | Songs I Wrote with Amy                                      |
| "Gold Rush"                                                   | 2011 | 81  | —   | —  | —  | —   | —  | 97 | —  | —  | —  |                                                  | +                                                           |
| "Autumn Leaves"                                               | 2011 | 84  | —   | —  | —  | —   | —  | —  | —  | —  | —  |                                                  | +                                                           |
| "Sunburn"                                                     | 2011 | 140 | —   | —  | —  | —   | —  | —  | —  | —  | —  |                                                  | +                                                           |
| "Kiss Me"                                                     | 2011 | 163 | —   | —  | —  | —   | —  | 94 | 29 | —  | —  | - BPI: Silver - RIAA: Guld                       | +                                                           |
| "Grade 8"                                                     | 2011 | 181 | —   | —  | —  | —   | —  | —  | —  | —  | —  |                                                  | +                                                           |
| "U.N.I."                                                      | 2011 | 175 | —   | —  | —  | —   | —  | —  | —  | —  | —  |                                                  | +                                                           |
| "Wake Me Up"                                                  | 2011 | 190 | —   | —  | —  | —   | —  | —  | —  | —  | —  |                                                  | +                                                           |
| "Friends"                                                     | 2014 | 121 | —   | —  | —  | —   | —  | —  | —  | —  | —  |                                                  | Sing                                                        |
| "Candle in the Wind"                                          | 2014 | —   | —   | —  | —  | —   | —  | —  | 38 | —  | —  |                                                  | Goodbye Yellow Brick Road: Revisited & Beyond               |
| "All of the Stars"                                            | 2014 | 46  | —   | 67 | —  | 130 | 66 | 29 | —  | —  | —  |                                                  | The Fault in Our Stars                                      |
| "Bloodstream"                                                 | 2014 | 60  | —   | 60 | 7  | 39  | —  | 57 | —  | —  | —  |                                                  | ×                                                           |
| "I'm a Mess"                                                  | 2014 | 49  | —   | —  | —  | —   | —  | 62 | —  | 60 | —  | - BPI: Silver - IFPI DEN: Guld                   | ×                                                           |
| "Tenerife Sea"                                                | 2014 | 62  | —   | —  | —  | —   | —  | 53 | —  | —  | —  | - BPI: Guld - IFPI DEN: Guld - RIAA: Guld        | ×                                                           |
| "Take It Back"                                                | 2014 | 85  | —   | —  | —  | —   | —  | —  | —  | —  | —  |                                                  | ×                                                           |
| "Nina"                                                        | 2014 | 57  | —   | —  | —  | —   | —  | 75 | —  | —  | —  | - BPI: Silver                                    | ×                                                           |
| "Runaway"                                                     | 2014 | 71  | —   | —  | —  | —   | —  | —  | —  | —  | —  | - BPI: Silver                                    | ×                                                           |
| "Even My Dad Does Sometimes"                                  | 2014 | 144 | —   | —  | —  | —   | —  | —  | —  | —  | —  |                                                  | ×                                                           |
| "Shirtsleeves"                                                | 2014 | 195 | —   | —  | —  | —   | —  | —  | —  | —  | —  |                                                  | ×                                                           |
| "Everything You Are"                                          | 2014 | 171 | —   | —  | —  | —   | —  | —  | —  | —  | —  |                                                  | Don't                                                       |
| "I Will Take You Home"                                        | 2015 | 69  | —   | —  | —  | —   | —  | 50 | —  | —  | —  |                                                  | Bloodstream                                                 |
| "I Was Made for Loving You" (Tori Kelly featuring Ed Sheeran) | 2015 | 142 | —   | 64 | —  | —   | —  | —  | 21 | —  | —  |                                                  | Unbreakable Smile                                           |
| "Dark Times" (The Weeknd featuring Ed Sheeran)                | 2015 | 92  | —   | —  | —  | —   | —  | 73 | —  | 60 | 91 |                                                  | Beauty Behind the Madness                                   |
| "Touch and Go"                                                | 2015 | —   | 100 | —  | —  | —   | —  | —  | —  | —  | —  |                                                  | × (Wembley Edition)                                         |
| "Dive"                                                        | 2017 | 8   | 5   | 19 | 13 | 67  | 23 | 11 | 4  | 28 | 49 | - BPI: Silver - ARIA: Guld - RMNZ: Guld          | ÷                                                           |
| "Perfect"                                                     | 2017 | 4   | 6   | 14 | 12 | 43  | 13 | 7  | 6  | 18 | 37 | - BPI: Guld - ARIA: Guld - MC: Guld - RMNZ: Guld | ÷                                                           |
| "Happier"                                                     | 2017 | 6   | 16  | 22 | 11 | 73  | 16 | 5  | 11 | 9  | 59 | - BPI: Silver - ARIA: Guld - MC: Guld            | ÷                                                           |
| "New Man"                                                     | 2017 | 5   | 20  | 21 | 15 | 83  | 20 | 5  | 13 | 29 | 72 | - BPI: Silver                                    | ÷                                                           |
| "What Do I Know?"                                             | 2017 | 9   | 24  | 26 | 25 | 98  | 35 | 8  | 14 | 25 | 83 | - BPI: Silver                                    | ÷                                                           |
| "Supermarket Flowers"                                         | 2017 | 8   | 19  | 31 | 26 | 109 | 29 | 9  | 16 | 39 | 75 | - BPI: Silver - ARIA: Guld                       | ÷                                                           |
| "Eraser"                                                      | 2017 | 14  | 31  | 36 | 20 | 75  | 21 | 15 | 19 | 31 | 90 | - BPI: Silver                                    | ÷                                                           |
| "Hearts Don't Break Around Here"                              | 2017 | 15  | 32  | 42 | 32 | 115 | 45 | 13 | 23 | 43 | 93 | - BPI: Silver                                    | ÷                                                           |
| "Barcelona"                                                   | 2017 | 12  | 36  | 45 | 33 | 129 | 42 | 10 | 26 | 48 | 96 | - BPI: Silver                                    | ÷                                                           |
| "Nancy Mulligan"                                              | 2017 | 13  | 37  | 51 | 37 | 127 | 43 | 3  | 27 | 50 | —  | - BPI: Silver                                    | ÷                                                           |
| "Bibia Be Ye Ye"                                              | 2017 | 18  | 39  | 57 | —  | 130 | 52 | 14 | 29 | 56 | —  | - BPI: Silver                                    | ÷                                                           |
| "Save Myself"                                                 | 2017 | 19  | 38  | 58 | —  | 161 | 56 | 16 | 30 | 57 | —  |                                                  | ÷                                                           |
| "...Baby One More Time"                                       | 2017 | —   | —   | —  | —  | —   | —  | —  | —  | —  | —  |                                                  | Spotify Singles                                             |
| "Candle in the Wind"                                          | 2018 | —   | —   | —  | —  | —   | —  | —  | —  | —  | —  |                                                  | Revamp: Reimagining the Songs of Elton John & Bernie Taupin |
| "Remember the Name" (featuring Eminem and 50 Cent)            | 2019 | —   | 15  | 20 | 22 | 145 | 29 | 4  | 10 | 20 | 57 | - MC: Gold                                       |                                                             |
| "—" Nåede ikke hitlisterne i dette område.                    | 2019 |     |     |    |    |     |    |    |    |    |    |                                                  |                                                             |

## Gæsteoptræden
| Title                                       | År   | Andre kunstnere                     | Album                                                       |
| ------------------------------------------- | ---- | ----------------------------------- | ----------------------------------------------------------- |
| "Sleeping with My Memories"                 | 2011 | Mz. Bratt                           | Elements                                                    |
| "25 Tracks"                                 | 2012 | Mikill Pane                         | You Guest It                                                |
| "Heaven"                                    | 2012 | David Stewart                       | Late Night Viewing                                          |
| "Deepest Shame" (New Machine Remix)         | 2012 | Plan B, Chip, Devlin                | Deepest Shame                                               |
| "Meanest Man"                               | 2013 | Labrinth, Devlin, Wretch 32, ShezAr | Atomic                                                      |
| "Top Floor (Cabana)"                        | 2013 | Naughty Boy                         | Hotel Cabana                                                |
| "Guiding Light"                             | 2013 | Foy Vance                           | Joy of Nothing                                              |
| "Play It Loud"                              | 2013 | Giggs                               | When Will It Stop                                           |
| "Back Someday"                              | 2013 | Sway                                | Wake Up                                                     |
| "Candle in the Wind"                        | 2014 | Elton John                          | Goodbye Yellow Brick Road: Revisited & Beyond               |
| "Be My Forever"                             | 2014 | Christina Perri                     | Head or Heart                                               |
| "All of the Stars"                          | 2014 | none                                | The Fault in Our Stars                                      |
| "Type of Shit I Hate/Interlude"             | 2014 | Ty Dolla Sign, Fabolous, YG         | $ign Language                                               |
| "I Was Made for Loving You"                 | 2015 | Tori Kelly                          | Unbreakable Smile                                           |
| "Dreams"                                    | 2015 | Krept and Konan                     | The Long Way Home                                           |
| "Reuf"                                      | 2015 | Nekfeu                              | Feu                                                         |
| "Dark Times"                                | 2015 | The Weeknd                          | Beauty Behind the Madness                                   |
| "Save It"                                   | 2015 | Tory Lanez                          | Chixtape III                                                |
| "Freakshow"                                 | 2015 | DJ Mustard, The Game                | none                                                        |
| "Are You With Me?"                          | 2016 | Rockie Fresh                        | The Night I Went To...                                      |
| "I Will Be There" (as Angelo Mysterioso)    | 2016 | Eric Clapton                        | I Still Do                                                  |
| "Lifting You"                               | 2017 | N.E.R.D                             | No One Ever Really Dies                                     |
| "Satellites"                                | 2017 | Kasey Chambers                      | Dragonfly                                                   |
| "This Year's Love"                          | 2017 | none                                | BBC Radio 2: The Piano Room                                 |
| "Candle in the Wind"                        | 2018 | none                                | Revamp: Reimagining the Songs of Elton John & Bernie Taupin |
| "Hello Hi 2"                                | 2018 | Big Narstie                         | BDL Bipolar                                                 |
| "City of Sin"                               | 2019 | The Game                            | Born 2 Rap                                                  |
| "Roadside"                                  | 2019 | The Game                            | Born 2 Rap                                                  |
| "Those Kinda Nights"                        | 2020 | Eminem                              | Music to Be Murdered By                                     |
| "10,000 Tears"                              | 2021 | Ghetts                              | Conflict of interest                                        |
| "Everything Has Changed (Taylor's Version)" | 2021 | Taylor Swift                        | Red (Taylor's Version)                                      |
| "Run (Taylor's Version) [From the Vault]"   | 2021 | Taylor Swift                        | Red (Taylor's Version)                                      |
| "My G"                                      | 2022 | Aitch                               | Close To Home                                               |
| "Lonely Lovers"                             | 2022 | D-Block Europe                      | Lap 5                                                       |

## Musikvideo

### Som primær kunstner
| Titel                                                                                  | År   | Instriktør                 |
| -------------------------------------------------------------------------------------- | ---- | -------------------------- |
| "Open Your Ears"                                                                       | 2006 | Unknown                    |
| "Last Night"                                                                           | 2007 | Unknown                    |
| "Let It Out"                                                                           | 2009 | Sylvie Varnier             |
| "The A Team"                                                                           | 2010 | Ruskin Kyle                |
| "You Need Me, I Don't Need You"                                                        | 2011 | Emil Nava                  |
| "You Need Me, I Don't Need You" (Rizzle Kicks Remix)                                   | 2011 | TLoc                       |
| "You Need Me, I Don't Need You" (True Tiger Remix featuring Dot Rotten and Scrufizzer) | 2011 | Unknown                    |
| "Lego House"                                                                           | 2011 | Emil Nava                  |
| "Drunk" (Official Fan Video)                                                           | 2012 | Unknown                    |
| "Drunk"                                                                                | 2012 | Saman Kesh                 |
| "Small Bump"                                                                           | 2012 | Emil Nava                  |
| "Give Me Love"                                                                         | 2012 | Emil Nava                  |
| "Give Me Love" (Live at Electric Picnic Festival)                                      | 2012 | Simon O'Neill              |
| "I See Fire"                                                                           | 2013 | Unknown                    |
| "One"                                                                                  | 2014 | Unknown                    |
| "All of the Stars"                                                                     | 2014 | DJay Brawner               |
| "Sing"                                                                                 | 2014 | Emil Nava                  |
| "Don't"                                                                                | 2014 | Emil Nava                  |
| "Thinking Out Loud"                                                                    | 2014 | Emil Nava                  |
| "Bloodstream" (with Rudimental)                                                        | 2015 | Emil Nava                  |
| "Bloodstream" (Tour Video – with Rudimental)                                           | 2015 | Ben Anderson               |
| "Photograph"                                                                           | 2015 | Emil Nava                  |
| "Castle on the Hill"                                                                   | 2017 | George Belfield            |
| "Shape of You"                                                                         | 2017 | Jason Koenig               |
| "Galway Girl"                                                                          | 2017 | Jason Koenig               |
| "Bibia Be Ye Ye"                                                                       | 2017 | Gyo Gyimah                 |
| "Perfect"                                                                              | 2017 | Jason Koenig               |
| "Perfect Symphony" (with Andrea Bocelli)                                               | 2017 | Tiziano Fioriti            |
| "Happier"                                                                              | 2018 | Emil Nava                  |
| "I Don't Care" (with Justin Bieber)                                                    | 2019 | Emil Nava                  |
| "Cross Me" (featuring Chance the Rapper and PnB Rock)                                  | 2019 | Ryan Staake                |
| "Beautiful People" (featuring Khalid)                                                  | 2019 | Andy McLeod                |
| "Blow" (with Chris Stapleton and Bruno Mars)                                           | 2019 | Bruno Mars                 |
| "Antisocial" (with Travis Scott)                                                       | 2019 | Dave Meyers                |
| "Nothing On You"(featuring Paulo Londra and Dave)                                      | 2019 | Cxrter Saint & Kamcordings |
| "Take Me Back to London (Sir Spyro Remix)" (featuring Stormzy, Jaykae, and Aitch)      | 2019 | none                       |
| "South of the Border" (featuring Camila Cabello and Cardi B)                           | 2019 | Jason Koenig               |
| "Put It All on Me" (featuring Ella Mai)                                                | 2019 | Jason Koenig               |
| "Afterglow"                                                                            | 2020 | Nic Minns & Zak Walters    |
| "Bad Habits"                                                                           | 2021 | Dave Meyers                |
| "Bad Habits"(Official Performance Video)                                               | 2021 | Dan Massie                 |
| "Bad Habits (Fumez the Engineer Remix)" (featuring Tion Wayne and Central Cee)         | 2021 | Jamal Edwards              |
| "Visiting Hours"                                                                       | 2021 | Dan Massie                 |
| "Shivers"                                                                              | 2021 | Dave Meyers                |
| "Shivers"(Official Performance Video)                                                  | 2021 | Dan Massie                 |
| "Overpass Graffiti"                                                                    | 2021 | Jason Koenig               |
| "Merry Christmas" (med Elton John)                                                     | 2021 | Jason Koenig               |
| "The Joker and the Queen" (featuring Taylor Swift)                                     | 2022 | Emil Nava                  |
| "Forever My Love" (with J Balvin)                                                      | 2022 | José-Emilio Sagaró         |
| "Sigue" (with J Balvin)                                                                | 2022 | José-Emilio Sagaró         |
| "2step" (featuring Lil Baby)                                                           | 2022 | Henry Scholfield           |
| "Celestial"                                                                            | 2022 | Yuichi Kodama              |

### Som featured kunstner
| Titel                          | Artist(s)                            | Year | Director        |
| ------------------------------ | ------------------------------------ | ---- | --------------- |
| "Young Guns"                   | Lewi White, Yasmin, Griminal, Devlin | 2011 | Carly Cussen    |
| "Home"                         | Fugative, Sway                       | 2011 | Unknown         |
| "Teardrop"                     | The Collective                       | 2011 | Unknown         |
| "Suits"                        | Kasha Rae                            | 2012 | Dale Hooker     |
| "Hush Little Baby"             | Wretch 32                            | 2012 | Unknown         |
| "Watchtower"                   | Devlin                               | 2012 | Corin Hardy     |
| "Everything Has Changed"       | Taylor Swift                         | 2013 | Philip Andelman |
| "Old School Love"              | Lupe Fiasco                          | 2013 | Coodie & Chike  |
| "All About It"                 | Hoodie Allen                         | 2014 | Jackson Adams   |
| "Do They Know It’s Christmas?" | Band Aid 30                          | 2014 | Unknown         |
| "Lay It All on Me"             | Rudimental                           | 2015 | Emil Nava       |

## Sangskriver credits
| Titel                         | År   | Kunstner                                   | Album                     | Noter                   |
| ----------------------------- | ---- | ------------------------------------------ | ------------------------- | ----------------------- |
| "Love Shine Down"             | 2010 | Olly Murs featuring Jessie J               | Olly Murs                 | Sangskriver             |
| "Moments"                     | 2011 | One Direction                              | Up All Night              | Sangskriver             |
| "Little Things"               | 2012 | One Direction                              | Take Me Home              | Sangskriver             |
| "Over Again"                  | 2012 | One Direction                              | Take Me Home              | Sangskriver             |
| "Everything Has Changed"      | 2012 | Taylor Swift                               | Red                       | Sangskriver, gæstevokal |
| "Brand New Style"             | 2013 | Smiler                                     | TBA                       | Sangskriver, gæstevokal |
| "Top Floor (Cabana)"          | 2013 | Naughty Boy                                | Hotel Cabana              | Sangskriver, gæstevokal |
| "Hotel Ceiling"               | 2014 | Rixton                                     | Me and My Broken Heart EP | Sangskriver             |
| "Say You Love Me"             | 2014 | Jessie Ware                                | Tough Love                | Sangskriver             |
| "18"                          | 2014 | One Direction                              | Four                      | Sangskriver             |
| "Tattoo"                      | 2015 | Hilary Duff                                | Breathe In. Breathe Out.  | Sangskriver             |
| "I Was Made for Loving You"   | 2015 | Tori Kelly                                 | Unbreakable Smile         | Sangskriver, gæstevokal |
| "Dark Times"                  | 2015 | The Weeknd                                 | Beauty Behind the Madness | Sangskriver, gæstevokal |
| "Reuf"                        | 2015 | Nekfeu                                     | Feu                       | Sangskriver, gæstevokal |
| "Love Yourself"               | 2015 | Justin Bieber                              | Purpose                   | Sangskriver, gæstevokal |
| "Cold Water"                  | 2016 | Major Lazer featuring Justin Bieber and MØ | Music Is the Weapon       | Co-sangskriver          |
| "Pretty Woman"                | 2016 | Robbie Williams                            | Heavy Entertainment Show  | Co-sangskriver          |
| "When Christmas Comes Around" | 2016 | Matt Terry                                 | TBA                       | Co-sangskriver          |
| "Don't Let Me Be Yours"       | 2017 | Zara Larsson                               | So Good                   | Sangskriver, gæstevokal |
| "Make Me Better"              | 2017 | James Blunt                                | The Afterlove             | Sangskriver             |
| "Strip That Down"             | 2017 | Liam Payne featuring Quavo                 | TBA                       | Co-sangskriver          |